# Fridtjov Såheim
Fridtjov Såheim (* 2. Juli 1968) ist ein norwegischer Schauspieler und Synchronsprecher.

## Leben
Såheim wurde am 2. Juli 1968 geboren. Von 2006 bis 2016 war er mit der Schauspielerin Henriette Steenstrup verheiratet. Er hat zwei Kinder.
Er spielte 1995 im Kurzfilm Griseflaks mit, ehe Såheim 2003 sein Spielfilmdebüt in Jonny Vang gab. 2006 stellte er im Film Die Kunst des negativen Denkens die männliche Hauptrolle des Geirr dar. Von 2012 bis 2014 stellte er die Rolle des Jan Johansen in insgesamt 21 Episoden der Fernsehserie Lilyhammer. 2014 wirkte er in Käpt’n Säbelzahn und der Schatz von Lama Rama als Barscher Bjørn mit. 2022 war er im Film Troll als Verteidigungsminister Frederick Markussen zu sehen.

## Filmografie (Auswahl)

### Schauspiel
- 1995: Griseflaks (Kurzfilm)
- 2003: Jonny Vang
- 2003: Brigaden (Fernsehserie, Episode 1x13)
- 2003: Hotellrommet (Kurzfilm)
- 2003: Kvinnen i mitt liv
- 2004: Seks som oss (Fernsehserie, Episode 1x04)
- 2004: Wer den Wolf fürchtet (Den som frykter ulven)
- 2004: Hawaii, Oslo
- 2004: Rolle (Kurzfilm)
- 2004: Linus im Sommer (Linus i Svingen, Fernsehserie, 6 Episoden)
- 2004: Bok kokken (Kurzfilm)
- 2004–2005: Skolen (Fernsehserie, 18 Episoden)
- 2005: Vinterkyss
- 2005: Ran (Miniserie, 4 Episoden)
- 2005: Panther Martin (Kurzfilm)
- 2006: Terje Vigen (Kurzfilm)
- 2006: Genosse Pedersen (Gymnaslærer Pedersen)
- 2006: Marias menn
- 2006: Die Kunst des negativen Denkens (Kunsten å tenke negativt )
- 2006: Jul i Svingen (Fernsehserie, 18 Episoden)
- 2007: Andre omgang
- 2007: Mars & Venus
- 2007: Torpedo (Miniserie, 4 Episoden)
- 2007: Radiopiratene
- 2007: Berlinerpoplene (Fernsehserie, 2 Episoden)
- 2008: Sørgekåpen (Miniserie, 3 Episoden)
- 2008: Der Wolf – Gefallene Engel (Varg Veum – Falne engler)
- 2008: Haus der Verrückten (De Gales hus)
- 2008: Cold Prey 2 Resurrection – Kälter als der Tod (Fritt vilt II)
- 2009: Gemeinsam (Sammen)
- 2009: En god nummer to (Fernsehserie, 8 Episoden)
- 2009: De andre (Kurzfilm)
- 2009: Svik
- 2009: Rat Nights (Rottenetter)
- 2010: Home for Christmas (Hjem til jul)
- 2010: Maskeblomstfamilien
- 2010: The Liverpool Goalie oder: Wie man die Schulzeit überlebt! (Keeper’n til Liverpool)
- 2010: Den unge Fleksnes (Fernsehserie)
- 2011: Amors baller
- 2011: Umeå4ever
- 2011: Gresshoppen (Kurzfilm)
- 2011: Jackpot – Vier Nieten landen einen Treffer (Arme Riddere)
- 2012: Inn i mørket
- 2012: Wie du mich siehst (Som du ser meg)
- 2012–2014: Lilyhammer (Fernsehserie, 21 Episoden)
- 2013: Der Halbbruder (Halvbroren, Miniserie, 4 Episoden)
- 2013: Victoria
- 2013: Mord in Fjällbacka: Das Familiengeheimnis (Tyskungen)
- 2014: Neste sommer (Fernsehserie, Episode 1x05)
- 2014: Toget (Miniserie)
- 2014: A Swan Lake
- 2014: Käpt’n Säbelzahn und der Schatz von Lama Rama (Kaptein Sabeltann og skatten i Lama Rama)
- 2014: Kampen for tilværelsen (Fernsehserie, Episode 1x08)
- 2014: Eyewitness – Die Augenzeugen (Øyevitne, Miniserie, 6 Episoden)
- 2014: The Third Eye (Det tredje øyet, Fernsehserie, Episode 1x01)
- 2014: Samurai Sikkerhet (Fernsehserie, 2 Episoden)
- 2014: Cowboydrøm (Kurzfilm)
- 2015: The Wave – Die Todeswelle (Bølgen)
- 2015–2016: Alle sammen sammen (Fernsehserie, 2 Episoden)
- 2015–2016: Lifjord – Der Freispruch (Frikjent, Fernsehserie, 18 Episoden)
- 2016: Welcome to Norway
- 2016: The Last King – Der Erbe des Königs (Birkebeinerne)
- 2016: Trailer Park Boys: Out of the Park (Fernsehserie, Episode 1x04)
- 2016; 2019: Helt perfekt (Fernsehserie, 2 Episoden)
- 2017: ZombieLars (Fernsehserie, Episode 1x11)
- 2017: Norsemen (Vikingane, Fernsehserie, 6 Episoden)
- 2017: Christmas on Blood Mountain (Jul i Blodfjell, Miniserie, Episode 1x01)
- 2018: Roeng (Fernsehserie, 10 Episoden)
- 2018: Julenissens fall (Kurzfilm)
- 2018: Aber Bergen (Fernsehserie, Episode 3x04)
- 2019: The Sunlit Night
- 2019: Amundsen
- 2019: En får væra som en er (Fernsehserie, Episode 1x08)
- 2019: Kommissar Wisting (Wisting, Fernsehserie, 4 Episoden)
- 2019: The Birds
- 2020: Witch Hunt (Heksejakt, Fernsehserie, 8 Episoden)
- 2020: Rod Knock (Rådebank, Fernsehserie, 4 Episoden)
- 2020: Atlantic Crossing (Fernsehserie, 2 Episoden)
- 2020–2023: Ragnarök (Ragnarok, Fernsehserie, 7 Episoden)
- 2021: Furia (Fernsehserie, 3 Episoden)
- 2021: Kristiania magiske tivolitheater (Fernsehserie, 24 Episoden)
- 2021–2022: Olympiatroppen (Fernsehserie, 8 Episoden)
- 2022: Pørni (Fernsehserie, Episode 2x02)
- 2022: Verschwunden in Lørenskog (Forsvinningen – Lørenskog, Miniserie, Episode 1x05)
- 2022: Troll
- 2023: Kutoppen – På sporet
- 2023: Ingen Vei Tilbake (Kurzfilm)

### Synchronisationen
- 2015: Louis & Luca – Das große Käserennen (Solan og Ludvig: Herfra til Flåklypa, Animationsfilm)
- 2017: Elias – Das kleine Rettungsboot (Elias og Storegaps Hemmelighet, Animationsfilm)
- 2018: Louis & Luca – Mission to the Moon (Månelyst i Flåklypa, Animationsfilm)
- 2018: KuToppen (Animationsfilm)
- 2020: Christmas at Cattle Hill (Jul på KuToppen, Animationsfilm)
- 2021: Die Königin des Nordens (Margrete den første)